# Philodendron undulatum
Philodendron undulatum, denominada comúnmente güembé o güembepí  (al igual que otras especies), es una especie de arbusto o pequeño árbol perenne del género Philodendron de la familia de las aráceas, Habita en selvas, humedales, y bosques húmedos del centro-este de América del Sur.

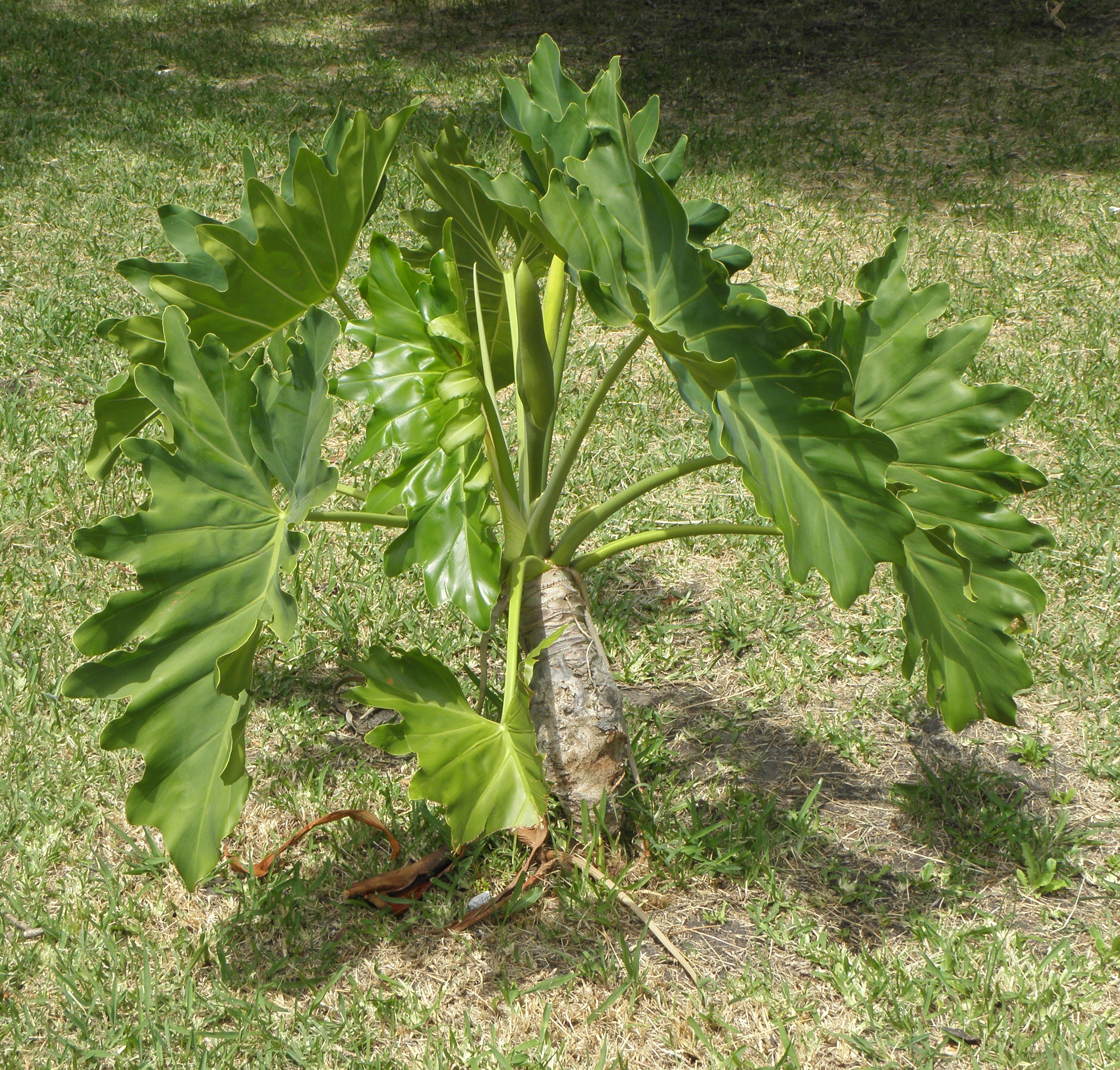
Güembé (Philodendron undulatum) cultivado en Uruguay.

## Taxonomía
Esta especie fue descrita originalmente en el año 1879 por el botánico alemán Heinrich Gustav Adolf Engler.
Etimología
Ver: Philodendron
- Término específico: refiere a la palabra en latín undulatum, que significa 'ondulado', haciendo referencia a los márgenes foliares.

## Distribución y hábitat

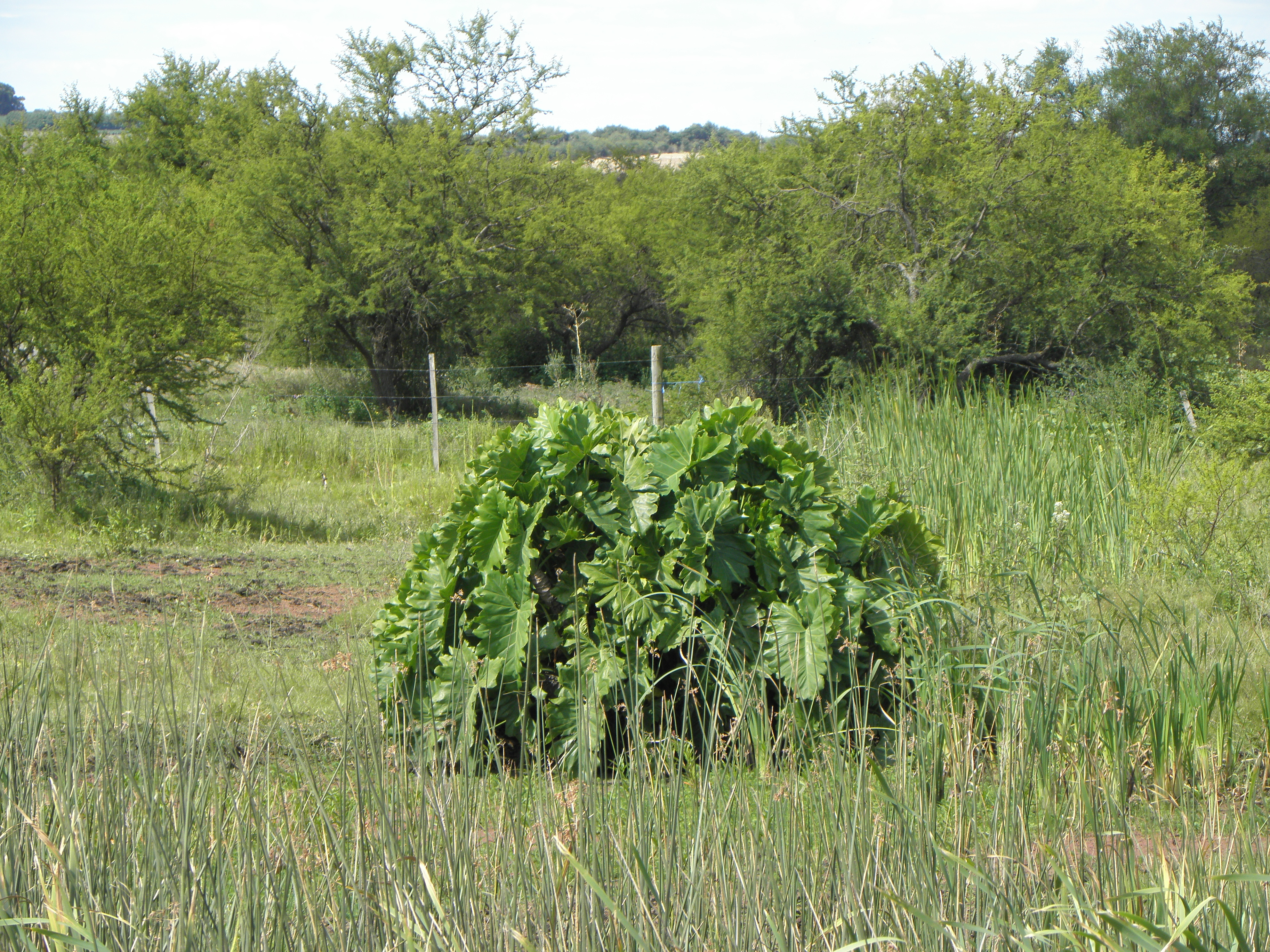
Güembé (Philodendron undulatum) silvestre en Uruguay.

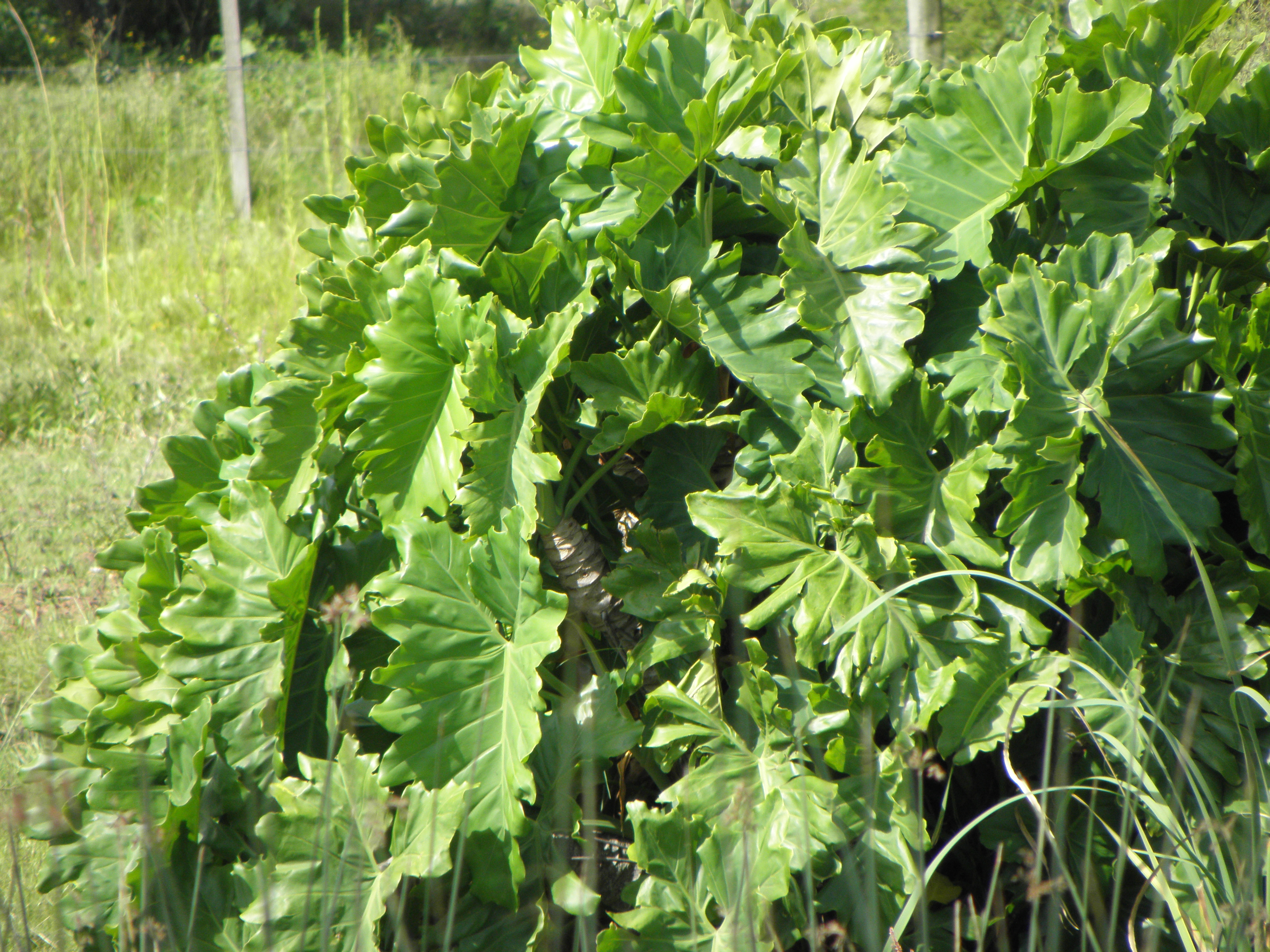
Güembé (Philodendron undulatum) silvestre en Uruguay.

Esta especie se distribuye en el centro-este de América del Sur.
Se encuentra en el sudeste del Brasil; en el Paraguay en los departamentos de: Amambay, Caaguazú, Central, Concepción, Cordillera, Guairá, Paraguarí y San Pedro.
En la Argentina se distribuye en el noreste del país, con registros desde las provincias de la mesopotamia: Misiones, Corrientes  y Entre Ríos, llegando por el sur hasta el delta del Paraná  y la ribera bonaerense del Río de la Plata, en la costa de Magdalena, posiblemente como especie adventicia.
Habita a baja altitud,  tanto al sol como en sombra clara, en suelo arenoso o limoso, en campos inundables, con pajonales y bosques hidrófitos, isletas de bosque junto a bañados, etc.

## Descripción
Es una planta terrestre o hemiepífita, trepadora o decumbente, con tallo arborescente de hasta 5 metros de alto, con largas y gruesas raíces adventicias. Hojas muy grandes, de hasta 80 cm de largo por hasta 72 cm de ancho, pecioladas, ovado-cordadas u ovado-sagitadas, sinuadas a sinuado-lobuladas, con lóbulos de entre 4 y 10 cm de largo. Flores monoicas en espádices. Inflorescencia con fragancia cítrica. Espata, externamente blanco-verdosa; interior purpúreo; espádice blanco. El fruto es una baya.

## Usos
Es empleada como planta ornamental, tolerando heladas leves.